# Lotus 79
La Lotus 79 è una monoposto di Formula 1 che ha gareggiato nel mondiale 1978. Con i suoi piloti Mario Andretti e Ronnie Peterson vinse 6 Gran Premi che permisero all'italo-americano di diventare Campione del mondo e alla squadra di vincere il titolo costruttori. Soprannominata "Black Beauty" per le sue forme proporzionate e la livrea nera dello sponsor John Player Special, viene da alcuni ritenuta la monoposto tecnicamente più significativa della storia della F1.

## Innovazioni tecniche

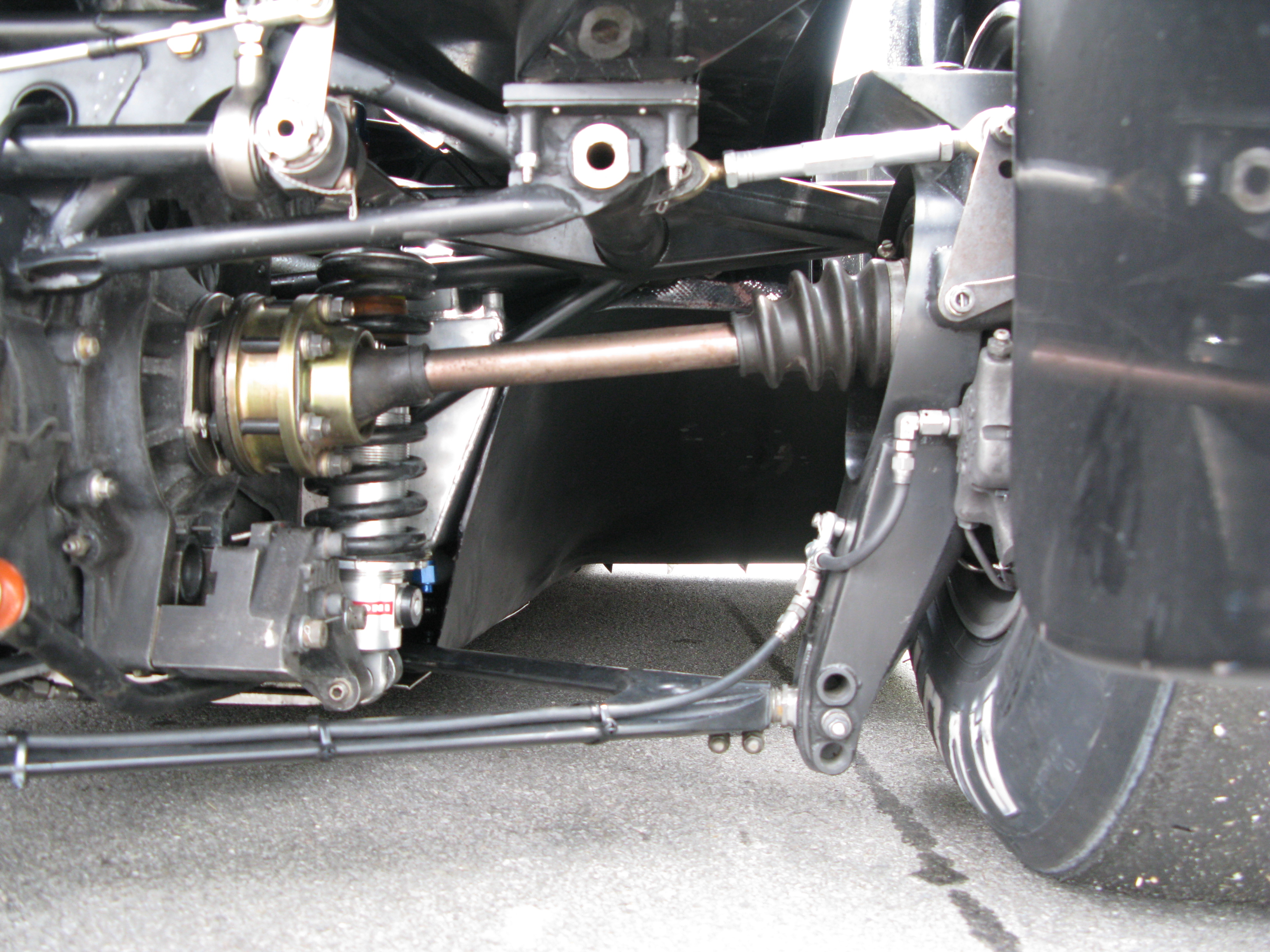
La parte terminale del tubo di Venturi di cui venne dotata la Lotus 79

Progettata da Martin Ogilvie e Peter Wright, sfruttava le ricerche sull'aerodinamica compiute in gran segreto dalla Lotus in quegli anni ed in parte già espresse nel modello precedente, la Lotus 78. Si usò in seguito un nuovo termine per definire queste vetture: a effetto suolo.
L'idea alla base del progetto era lo sfruttamento dell'effetto Venturi, un fenomeno scoperto dall'omonimo fisico italiano e noto sin dalla fine del Settecento. Gli ingegneri Lotus sagomarono il sottoscocca della vettura (in particolare i cassoni laterali che alloggiavano i radiatori) in modo da ricavarne un profilo alare rovesciato che, insieme al profilo stradale e alla presenza delle minigonne laterali, costituiva un condotto convergente-divergente, ovvero un condotto di Venturi. L'aria convogliata in questo canale veniva accelerata a causa del restringimento della sezione maestra, causando un forte abbassamento della pressione statica, che si traduceva in un aumento della deportanza. Contrariamente alle appendici alari la deportanza così generata causava solo un minimo aumento della resistenza aerodinamica, rendendo così l'auto molto più veloce sia in curva che nei rettilinei.
Al debutto la Lotus 79 si dimostrò subito più rapida di tutte le concorrenti e fece scuola, con tutte le altre squadre di Formula 1 che impiegarono almeno un anno per scoprire il motivo che avvantaggiava le Lotus 79.
Progressivamente, a partire dal 1979, tutte le auto di F1 adottarono l'effetto suolo, con minigonne e fondo profilato, finché nel 1983 la Federazione intervenne per cambiare i regolamenti e limitare l'utilizzo di questi dispositivi aerodinamici che avevano causato un repentino e generalizzato aumento delle prestazioni, rendendo le vetture molto pericolose.

## Le vittorie
- M. Andretti: Gp Belgio, Gp Spagna, Gp Francia, Gp Germania, Gp Olanda 1978
- R. Peterson: Gp Austria 1978
- M. Andretti campione del mondo con 64 punti
- Lotus 1° coppa costruttori con 86 punti

## Scheda tecnica
- Lunghezza: 4,420 m
- Larghezza: 2,146 m
- Altezza: 0,965 m
- Peso: 575 kg
- Carreggiata anteriore: 1,730 m
- Carreggiata posteriore: 1,630 m
- Passo: 2,718 m
- Trazione: posteriore
- Cambio: meccanico a 5 rapporti più retromarcia
- Freni: pinze in alluminio
- Motore: Ford Cosworth DFV, 8 cilindri a V 90°, 2997 cm³, aspirato, circa 480 CV